# Ashmeadiella floridana
Ashmeadiella floridana är en biart som först beskrevs av Robertson 1897.  Ashmeadiella floridana ingår i släktet Ashmeadiella och familjen buksamlarbin. Inga underarter finns listade i Catalogue of Life.